# 스위퍼 (야구)
스위퍼(Sweeper)는 야구에서 투구의 구종 중 하나이다. 우완투수 기준 오른쪽에서 왼쪽으로 크게 휘어져나가는 투구의 구종으로 속력은 속구보다 느리고 커브보다 빠르다. 이름 그대로 홈플레이트를 쓸어나가는 듯한 모습을 보여 스위퍼라는 이름이 붙여졌다.

## 특징
스위퍼는 변화구의 한 종류이다. 슬라이더와 비슷한 코스로 공이 날아가지만 휘어지는 지점과 정도, 구속은 다르다.
2023 WBC 결승전에서 일본의 오타니가 마지막으로 던진 구종이다. 이후 메이저리그와 KBO 리그에서도 스위퍼를 던지는 투수들이 등장했다.

## 주요 선수
- 오타니
- 페디[1]
- 안우진
- 네일
- 와이스
- 잭 로그
- 콜 어빈
- 황동하
- 올러
- 유승철

## 같이 보기
- 슬라이더